# Скотсбург (Индијана)
Скотсбург (енгл. Scottsburg) град је у америчкој савезној држави Индијана.

## Демографија
По попису из 2010. године број становника је 6.747, што је 707 (11,7%) становника више него 2000. године.
| Група             | 2000.         | 2010.         |
| Белци             | 5.908 (97,8%) | 6.488 (96,2%) |
| Афроамериканци    | 4 (0,1%)      | 20 (0,3%)     |
| Азијати           | 17 (0,3%)     | 63 (0,9%)     |
| Хиспаноамериканци | 53 (0,9%)     | 124 (1,8%)    |
| Укупно            | 6.040         | 6.747         |